# Личина
Личи́на — часть шлема в виде металлической маски.
Личина полностью закрывает лицо военнослужащего, защищая его от не очень сильных ударов холодного оружия, к тому же оказывает психологическое воздействие на противников. Недостатки личин — ограничение обзора и затруднение дыхания.

## Античные личины
В Древней Греции и Риме существовали бронзовые или железные шлемы с антропоморфными личинами, закрывавшими всю голову. Их использовали всадники на турнирах, а также катафракты и знаменосцы, а также пехотинцы, например в Древней Греции IV века до н. э. Внешне маски были в стиле греческих статуй, имели вырезы для глаз, носа и рта. Существует три гипотезы их происхождения: заимствование у этрусков, фракийцев либо парфян.

## Византия
В Византии были довольно распространены кассидионы с антропоморфными личинами, похожими на древнеримские. К шлему они крепились налобным шарниром с петлёй, а фиксировались шнурами, проходящими через отверстия в маске. Тип лица — европеоидный, отличались очень реалистичной работой.

## Кочевники
Колпаки с антропоморфными личинами носили юго-восточные соседи Руси — половцы, чёрные клобуки. Личины имеют ряд характерных признаков: горбатый нос, усы, уши, служившие для крепления.
Похожие на личины чёрных клобуков, но имеющие отличия, использовались маски в Золотой Орде, Средней Азии. Они не имели ушей, фиксировались штифтом к шишакам или шатровидным шлемам.
По мнению М. В. Горелика, эти личины, изображающие «холодные» горбоносые лица с миндалевидными глазами, широкими бровями и загнутыми вверх усами, отражают «древний алтайский идеал мужа-героя», который «продержался в Азии, несмотря на смену народов, языков и рас, без изменений с V века до н. э. по XV век н. э.», а в бою производили исключительно неприятное впечатление на врага.

## Европа
В Европе использование личин было сравнительно редким. Один из ранних образцов — шлем из Саттон-Ху с плоской маской. В эпоху возрождения в Италии имели хождение шлемы с личинами в стиле позднеримской кавалерии. Максимилиановский доспех иногда снабжался шлемом с «гротескным забралом» — личиной.
На Руси также, предположительно, могли быть шлемы с личинами. Не найдено ни одного русского шлема в комплекте с личиной или с креплением для неё, однако найдено два забрала-личины отдельно от шлемов в городищах Серенск и Изяславль. Они связаны с монгольским нашествием, поэтому их принадлежность неизвестна. На русских изобразительных источниках личины не встречаются, но упоминаются в письменных — строка «Сверкают сабли булатные около голов богатырских. Катятся шеломы злаченые с личинами добрым конём под копыта» из «Сказания о Мамаевом побоище»; однако оно датируется концом XV века, в связи с чем не может служить свидетельством бытования подобных шлемов во времена Куликовской битвы. Вместе с тем, личиной могли называть не только металлическую маску, но и другие элементы защиты лица, такие, как забрало. Однако ввиду особенностей тактики древнерусских воинов — массового использования конницей луков и сулиц — шлемы с защитой лица не получили распространения и являлись атрибутом военной элиты — князей и бояр. Ими же применялись шлемы с полумасками.
В Большая советская энциклопедия, 1-го издания, в статье «Шишак» личиной, в скобках, названа носовая стрелка (нос).

## Япония
Японцы использовали личины — мэнгу, имевшие разновидности, различающиеся закрываемой ими площадью лица:
- сомэн (яп. 総面 со:мэн) всё лицо;
- мэмпо (яп. 面頬 мэмпо:) лицо ниже глаз;
- хаппури (яп. 半首) лоб и щёки;
- хамбо (яп. 半頬 хамбо:) подбородок;
- хоатэ (яп. 頬当 хо:атэ) щёки;
- мэноситахо (яп. 目下頬 мэ но сита хо:) плечи и подбородок.

Они делались из кожи или металла, могли покрываться лаком. Играли устрашающую функцию, а также играли роль дополнительной опоры при фиксации шлема на голове (ремни шлема для его надёжной фиксации, обвязывали вокруг специально вытянутого для этой цели подбородка маски).

## Современность
В настоящее время производителями защитного снаряжения разработаны несколько вариантов тактических пулезащитных масок для защиты лица, однако широкого распространения они не получили.